# Total Control (John Norum)
Total Control è il primo album solista di John Norum, già chitarrista degli Europe (e che in seguito avrebbe fatto ritorno nel gruppo), edito nel 1987 dalla Epic Records.
L'album contiene due cover: Back on the Streets, originariamente registrata dai Vinnie Vincent Invasion, e Wild One, dei Thin Lizzy.
Il lavoro è dedicato a Tommy Östervik, uno degli amici ed eroi di Norum, il quale morì annegato la stessa notte che gli Europe suonarono al concerto che successivamente fu trasmesso dalla televisione svedese.

## Tracce
1. Let Me Love You (John Norum / Marcel Jacob) - 3:21
2. Love Is Meant to Last Forever (John Norum / Marcel Jacob) - 3:39
3. Too Many Hearts (John Norum / Marcel Jacob) - 3:11
4. Someone Else Here (John Norum / Marcel Jacob / Peter Hermansson) - 4:11
5. Eternal Flame (John Norum / Marcel Jacob) - 3:12
6. Back on the Streets (Vinnie Vincent / Richard Friedman) - 4:09 (Vinnie Vincent Invasion Cover)
7. Blind (John Norum / John Jacob) - 3:51
8. Law of Life (Mats Lindfors / Max Lorentz) - 4:20
9. We'll Do What It Takes Together (John Norum / Marcel Jacob) - 3:23
10. In Chase of the Wind (John Norum / Marcel Jacob) - 3:00
11. Wild One (Phil Lynott) [Bonus track] - 4:18 (Thin Lizzy Cover)

## Formazione
- John Norum - chitarre, voce, cori
- Göran Edman - voce leader in Love Is Meant (to Last Forever), Eternal Flame e Back on the Streets, cori
- Marcel Jacob - basso
- Per Blom – tastiere
- Peter Hermansson – batteria

### Musicisti ospiti
- Micke Larsson – basso in "Too Many Hearts"
- Mats Lindfors – coro in "Law of Life"
- Max Lorentz – organo in "Law of Life"

## Crediti
- Prodotto da: John Norum e Thomas Witt
- Co-prodotto da: Per Blom
- Ingegnere del suono e mixaggio: Per Blom
- Assistente ingegnere: Mats Lindfors
- Masterizzato da: Peter Dahl